# Richard Wagner (scrittore)
Richard Wagner (Lovrin, 10 aprile 1952 – Berlino, 14 marzo 2023) è stato uno scrittore, giornalista e filologo rumeno con cittadinanza tedesca, che fu sposato con la scrittrice Herta Müller, premio Nobel per la letteratura.

## Biografia
Rappresentante della minoranza di lingua tedesca della Romania, frequentò le scuole primarie a Periam ed il liceo a Sânnicolau Mare per poi proseguire i suoi studi universitari alla facoltà di Filologia dell'Università di Timişoara studiando letteratura tedesca, rumena ed inglese. Qui fu cofondatore dell'Aktionsgruppe Banat (Gruppo d'azione Banato) un gruppo letterario di giovani contestatori in lingua tedesca di Timișoara attivo tra il 1972 e il 1975.
Fu insegnante di tedesco a Hunedoara tra il 1975 e il 1978. Nel 1979 tornò a Timișoara per lavorare nella redazione del settimanale Karpatenrundschau di Braşov  fino al 1983.
Tra il 1981 ed il 1982 diresse il circolo di letteratura "Adam Müller-Guttenbrunn" di Timișoara.
Cacciato dal giornalismo nel 1983 e stanco del regime comunista, insieme alla moglie nel 1985 fece richiesta di emigrazione e nel 1987 la ottennero andando a vivere a Berlino.
Pubblicò una serie di racconti brevi, romanzi e saggi critici.

## Pubblicazioni
- Klartext. Ein Gedichtbuch (1973)
- die invasion der uhren. Gedichte (1977)
- Der Anfang einer Geschichte. Prosa (1980)
- Hotel California I. Der Tag, der mit einer Wunde begann. Gedichte (1980)
- Anna und die Uhren. Ein Lesebuch für kleine Leute mit Bildern von Cornelia König (1981, 1987)
- Gegenlicht. Gedichte (1983)
- Das Auge des Feuilletons. Geschichten und Notizen. (1984)
- Rostregen. Gedichte. Luchterhand (1986)
- Ausreiseantrag (1988)
- Begrüßungsgeld (1989)
- Die Muren von Wien. Roman (1990)
- Der Sturz des Tyrannen. Rumänien und das Ende der Diktatur. Herausgegeben mit Helmuth Frauendorfer (1990)
- Sonderweg Rumänien. Bericht aus einem Entwicklungsland (1991)
- Schwarze Kreide. Gedichte (1991)
- Völker ohne Signale. Zum Epochenbruch in Osteuropa. Essay (1992)
- Der Himmel von New York im Museum von Amsterdam. Geschichten (1992)
- Heiße Maroni. Gedichte (1993)
- Giancarlos Koffer (1993)
- Mythendämmerung. Einwürfe eines Mitteleuropäers (1993)
- Der Mann, der Erdrutsche sammelte. Geschichten (1994)
- In der Hand der Frauen, Roman (1995, DVA), ISBN 3-421-05008-2
- Lisas geheimes Buch. Roman (1996)
- Im Grunde sind wir alle Sieger. Roman (1998)
- Mit Madonna in der Stadt. Gedichte (2000)
- Miss Bukarest, Roman (2001, Aufbau), ISBN 3-351-02926-8
- Ich hatte ein bisschen Kraft drüber, Materialsammlung zu Birgit Vanderbeke von Richard Wagner (2001, S. Fischer TB), ISBN 3-596-14937-1
- Der leere Himmel, Reise in das Innere des Balkan, Essay (2003, Aufbau), ISBN 3-351-02548-3
- Habseligkeiten, Roman (2004, Aufbau), ISBN 3-351-03027-4
- Der deutsche Horizont. Vom Schicksal eines guten Landes, Essay (2006, Aufbau), ISBN 3-351-02628-5
- Das reiche Mädchen, Roman (2007, Aufbau) ISBN 3-351-03226-9
- Es reicht. Gegen den Ausverkauf unserer Werte, Essay (2008, Aufbau) ISBN 3-351-02673-0
- Linienflug. Gedichte. Hg. von Ernest Wichner. Hochroth. 2010. ISBN 978-3-942161-03-9
- Belüge mich. Roman. Aufbau: Berlin 2011. ISBN 978-3-351-033361
- Die deutsche Seele (mit Thea Dorn). Knaus: München 2011. ISBN 978-3-8135-0451-4
- Und meine Seele spannte weit ihre Flügel aus. Hundert deutsche Gedichte. Hg. und mit einem Nachwort von Richard Wagner. Aufbau: Berlin 2013. ISBN 978-3-351-03549-5
- Habsburg. Bibliothek einer verlorenen Welt. Hoffmann und Campe: Hamburg 2014. ISBN 978-3-455-50306-7